# Lionel Rogg
 (août 2012).
 (décembre 2022).
La mise en forme du texte ne suit pas les recommandations de Wikipédia : il faut le « wikifier ».
Les points d'amélioration suivants sont les cas les plus fréquents. Le détail des points à revoir est peut-être précisé sur la page de discussion.
- Les titres sont pré-formatés par le logiciel. Ils ne sont ni en capitales, ni en gras.
- Le texte ne doit pas être écrit en capitales (les noms de famille non plus), ni en gras, ni en italique, ni en « petit »…
- Le gras n'est utilisé que pour surligner le titre de l'article dans l'introduction, une seule fois.
- L'italique est rarement utilisé : mots en langue étrangère, titres d'œuvres, noms de bateaux, etc.
- Les citations ne sont pas en italique mais en corps de texte normal. Elles sont entourées par des guillemets français : « et ».
- Les listes à puces sont à éviter, des paragraphes rédigés étant largement préférés. Les tableaux sont à réserver à la présentation de données structurées (résultats, etc.).
- Les appels de note de bas de page (petits chiffres en exposant, introduits par l'outil «  Source ») sont à placer entre la fin de phrase et le point final[comme ça].
- Les liens internes (vers d'autres articles de Wikipédia) sont à choisir avec parcimonie. Créez des liens vers des articles approfondissant le sujet. Les termes génériques sans rapport avec le sujet sont à éviter, ainsi que les répétitions de liens vers un même terme.
- Les liens externes sont à placer uniquement dans une section « Liens externes », à la fin de l'article. Ces liens sont à choisir avec parcimonie suivant les règles définies. Si un lien sert de source à l'article, son insertion dans le texte est à faire par les notes de bas de page.
- La présentation des références doit suivre les conventions bibliographiques. Il est recommandé d'utiliser les modèles {{Ouvrage}}, {{Chapitre}}, {{Article}}, {{Lien web}} et/ou {{Bibliographie}}. Le mode d'édition visuel peut mettre en forme automatiquement les références.
- Insérer une infobox (cadre d'informations à droite) n'est pas obligatoire pour parachever la mise en page.

Pour une aide détaillée, merci de consulter Aide:Wikification.
Si vous pensez que ces points ont été résolus, vous pouvez retirer ce bandeau et améliorer la mise en forme d'un autre article.
Lionel Rogg, né le 21 avril 1936 à Genève, est un organiste et claveciniste suisse.

## Carrière
Il fait des études musicales au conservatoire de musique de Genève (harmonie, contrepoint, orgue, piano, composition) avec Charles Chaix, Pierre Segond, André Perret et Nikita Magaloff. Il travaille ensuite à Paris avec André Marchal et se distingue aux concours internationaux de Munich (1959) et de Gand (1963). 
Il devient professeur de fugue (1960-1972) et d'orgue (1965-2001) au conservatoire de Genève. Il donne des cours d'interprétation en Grande-Bretagne et aux États-Unis. Il a enregistré trois fois l'intégrale de l'œuvre pour orgue de Jean-Sébastien Bach qu'il a donnée en concert en 1961 au Victoria Hall.
Auteur de quelques œuvres de jeunesse, Lionel Rogg s'est plus particulièrement consacré à sa carrière d'organiste concertiste. Depuis 1983, il s'est remis à la composition, à l'occasion de diverses commandes. Il a écrit notamment de nombreuses compositions pour son instrument, mais aussi des œuvres pour piano, musique de chambre, chœur et orchestre, ainsi qu'un concerto pour orgue et orchestre, commande de la Ville de Genève, pour l'inauguration du nouvel orgue du Victoria Hall en 1993.

## Œuvres (liste non limitative)

### Œuvres pour orgue
- Partita sur „Nun freut euch“ (1976)
- Variations sur le Psaume 91 (1983)
- Introduction, Ricercare, Toccata (1985)
- Élégie (1985)
- Contrepointes pour les pédales (1986)
- Deux Études (1986) : Le Canon improbable ; Tétracordes ;
- Monodies (1986)
- Six Versets sur le Psaume 92 (1986–87)
- Tons sur Tons (1988)
- Toccata ritmica (1988–89)
- Hommage à Messiaen (1990)
- Arcature (Apparition, Évocation, Finale) (1994)
- La Femme et le Dragon (1995)
- Livre d’orgue (1996) (Suite pour l’orgue français)
- Lux aeterna (1996)
- Hommage à Takemitsu (Les Quatre Eléments) (1997)
- Toccata capricciosa (1999)
- Hommage à Maurice Duruflé (1999)
- Méditation sur B.A.C.H. (2000)
- Chaconne (2001)
- Fandango
- Kaléidoscope
- Variations sur « Ah! Vous dirai-je, Maman »

### Œuvres pour orgue et autres instruments
- Élégie pour violon et orgue (1985)
- Recitativo pour synthés et orgue (1988)
- Pièce pour hautbois et orgue (1991)
- "Incantations", orgue et percussion (1993)
- "Laudes creaturarum" pour soprano et orgue (2001)
- "Laudes organi" pour soprano solo, choeur et orgue (2000)
- Deux chants mariaux pour soprano et orgue (1956)

### Œuvres pour orgue et orchestre
- Concerto pour orgue et orchestre (1991) (créé le 14 février 1993 à Genève)
- Concertino pour orgue et orchestre de chambre (1965)

### Transcriptions pour orgue
- F. Liszt : St-François de Paule marchant sur les flots
- J. Brahms : Variations sur un thème de Haydn
- Anton Bruckner : Huitième symphonie
- F. Liszt : Funérailles
- J. Brahms : Final de la 4ème Symphonie (Chaconne)

## Source
- Alain Pâris Dictionnaire des interprètes Bouquins/Laffont 1989 p.732
- Site officiel du musicien